# Almendra (álbum)
Almendra, o más habitualmente Almendra I, es la denominación con que se conoce el primer álbum de estudio de la banda argentina de rock Almendra, lanzado el 29 de noviembre de 1969 por RCA VIK. La portada del álbum solo dice "Almendra".
Tuvo influencia decisiva en la fundación del subgénero musical conocido en la Argentina como rock nacional y en la creación de una nueva canción rioplatense.
Está considerado el sexto mejor álbum del rock argentino en la lista de los 100 Mejores elaborada por la revista Rolling Stone. El tema "Muchacha (ojos de papel)" con el que abre el álbum, es un clásico del rock en español y ha sido considerada la segunda mejor canción de la historia del rock argentino.
Almendra estaba integrada por Luis Alberto Spinetta (guitarra y primera voz), Edelmiro Molinari (primera guitarra), Emilio del Guercio (bajo y coros) y Rodolfo García (batería). En el tema "Figuración" participa Pappo en coros, y en el tema "Laura va" participan Rodolfo Alchourron dirigiendo una orquesta y Rodolfo Mederos en bandoneón.

## Contexto
En 1969 se grabó el primer álbum de Almendra; era un momento de fuertes convulsiones sociales y políticas, tanto en el mundo como en la Argentina. El mundo estaba tensionado por la amenaza de un holocausto nuclear y la Guerra Fría entre "el mundo capitalista" liderado por Estados Unidos y "el mundo socialista" liderado por la Unión Soviética. En ese contexto se conocían las atrocidades de la Guerra de Vietnam. Y en América Latina se producían los movimientos de liberación nacional, muchos de ellos apoyados en organizaciones guerrilleras, que tomaban como modelo la Revolución cubana de 1958, a la vez que Estados Unidos impulsaba desde la Escuela de las Américas, la instalación de dictaduras militares en todo el continente.
Dos años antes había sido asesinado el guerrillero argentino-cubano Che Guevara en Bolivia y el año anterior los jóvenes franceses habían sacudido al mundo con un levantamiento conocido como el Mayo francés, mientras que en Estados Unidos arreciaban las protestas contra la Guerra de Vietnam. En Argentina se había instalado una dictadura militar en 1966 y en 1969 ya se producían sublevaciones masivas como el Cordobazo de mayo de ese año.

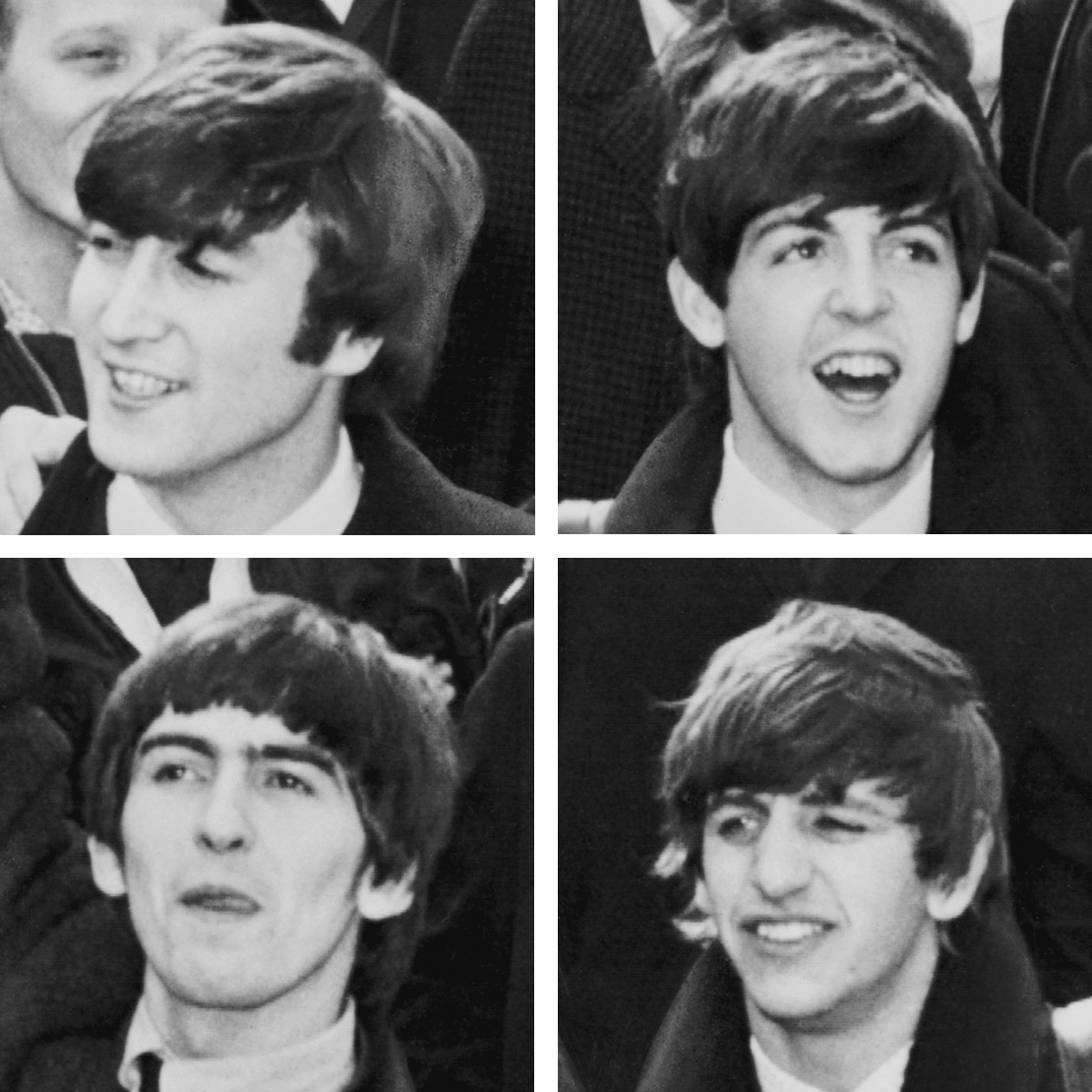
The Beatles expresaron las transformaciones de la década de 1960. En 1967 habían publicado su álbum Sgt. Pepper's Lonely Hearts Club Band que tendría una fuerte influencia sobre Spinetta y los integrantes de Almendra al concebir su primer álbum.

Con ese entorno social y político, en la segunda mitad de la década de 1960 estalló mundialmente la etapa contracultural del rock and roll: la beatlemanía, el movimiento hippie, el pelo largo, el jean, la minifalda, el unisex, la revolución sexual. En agosto de 1969 medio millón de jóvenes se reúnen en el Festival de Woodstock.
En Argentina, en la década de 1960, se estaba produciendo una profunda renovación de la canción popular en todos los géneros, como el Nuevo Cancionero en el folklore, el tango de vanguardia que expresaban artistas como Astor Piazzolla y Horacio Ferrer, y la canción infantil con María Elena Walsh.
En ese momento el rock era un género musical esencialmente anglosajón, que solo excepcionalmente se cantaba en español y cuando se hacía, sufría la desvalorización mediática y social, además de carecer casi siempre de originalidad musical y profundidad lírica. Pero, sobre todo a partir del éxito del sencillo "La balsa" de la banda Los Gatos en 1967, comenzó a aparecer una corriente roquera original, conocida como "rock nacional", cantado en español, que adquirió una masividad creciente y una fuerte capacidad de identificación entre los jóvenes.
En ese contexto aparece Luis Alberto Spinetta, con solo 19 años, y el primer álbum de Almendra, que resultaría decisivo para la conformación del "rock nacional" y de una nueva canción popular.

## Antecedentes
Almendra había terminado de conformarse como banda en 1968 para debutar en enero de 1969, junto con el lanzamiento de su primer simple, "Tema de Pototo"/"El mundo entre las manos". La banda obtuvo un reconocimiento inmediato y grabó dos simples más ("Hoy todo el hielo en la ciudad"/"Campos verdes" y "Gabinetes espaciales"/"Final"). En abril de 1969 Sony Music empezó a grabar su primer álbum, pero recién saldría a la venta a comienzos del año siguiente.

## Portada y códigos del "hombre de la tapa"
La tapa del disco consiste en un dibujo del propio Spinetta, que representa a un hombre caricaturizado -el "hombre de la tapa"-, con una remera rosa que dice "Almendra" y un gorro a rayas rosadas y blancas, que está llorando y tiene una flecha de juguete adherida a la cabeza.
La empresa discográfica intentó desechar la ilustración, perdiéndola intencionalmente, pero Luis Alberto la volvió a dibujar, exigiendo que la portada se realizara según sus instrucciones.
La tapa está relacionada con los temas, ya que en la contratapa, junto a una foto de Almendra tocando ante una multitud, estaba la lista de temas, identificados solo por su orden y por el símbolo que el correspondía a cada tema: la lágrima, el ojo o la flecha-sopapa:
- Lágrima: "Muchacha (ojos de papel)", "Figuración", "Plegaria para un niño dormido" y "Que el viento borró tus manos";
- Ojo: "Color humano" y "A estos hombres tristes";
- Dardo ventosa: "Ana no duerme", "Fermín" y "Laura va".

A su vez en el afiche interior se encuentran las letras, los créditos y la explicación de los símbolos:
- Lágrima: "temas que están en el brillo de la lágrima de mil años que llora el hombre de la tapa".
- Ojo: "temas que canta el hombre de la tapa desmayado en el vacío".
- Dardo ventosa: "temas que les cantan los hombres a esa lágrima del hombre de la tapa, atados a sus destinos".

## Los temas

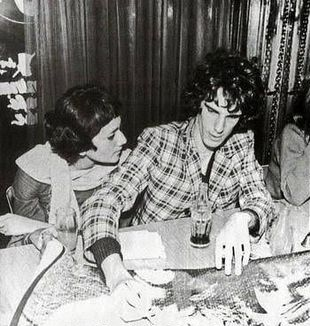
Foto de Spinetta junto a Cristina Bustamante, la «muchacha» de la canción, en 1970. "Muchacha (ojos de papel)" es el tema con el que abre Almendra I. Se transformaría en una de las canciones más exitosas del rock argentino de todos los tiempos.

El álbum está integrado por nueve temas, todos ellos destacados dentro del cancionero del rock argentino. Siete temas pertenecen a Spinetta, uno a Edelmiro Molinari y el restante a Emilio del Guercio. El sonido del disco refleja una variedad de raíces musicales, desde el tango y el folklore, hasta Sgt.Pepper de Los Beatles, combinadas creativamente sin esquemas preconcebidos y con una complejidad poética que parecía incompatible con la difusión masiva, aunque ya el tango se había caracterizado por un sólido vínculo con la poesía.
El primer tema es "Muchacha (ojos de papel)", una balada acústica que se volvería un ícono del rock argentino y latinoamericano. Le sigue "Color humano" de Edelmiro Molinari, un extenso rock pesado de 9 minutos, con un solo de guitarra de cinco minutos que rompía con las pautas comerciales de la discográfica. El tercer track es "Figuración", tema complejo con influencias de Salvador Dalí, que preanuncia las futuras obras complejas de Spinetta, en el que aparece Pappo en coros y se ven las licencias literarias con las que sorprendió Spinetta, como la diástole (acentuación en la sílaba siguiente). El lado A cierra con "Ana no duerme", un rock rápido sobre una adolescente que "espera el día".
El lado B abre con "Fermín", una canción conmovedora sobre un niño con discapacidad mental que es abusado y enviado a un hospicio. Le sigue otro tema similar, "Plegaria para un niño dormido", sobre un niño de la calle, famoso también por su diástole («plegariá»). El tercer tema es "A estos hombres tristes", tema complejo en la línea de "Figuración". Los últimos dos temas son "Que el viento borró tus manos", bello tema de Emilio del Guercio caracterizado por la flauta, y la innovadora "Laura va", con los notables arreglos orquestales de Rodolfo Alchourron y el bandoneón de Rodolfo Mederos.

## Impacto cultural
Almendra es un álbum histórico considerado en reiteradas ocasiones como el mejor álbum del rock argentino.
Al cumplirse 40 años del lanzamiento del álbum, Del Guercio reflexionó así sobre el significado del mismo:

Hoy aquellos temas son clásicos pero, en ese momento, eran considerados de vanguardia. Con el tiempo me di cuenta de que la mayoría de ellos están enhebrados por la tradición cancionística de nuestro país. Son canciones argentinas. La verdadera vanguardia revoluciona lo que hereda. Almendra, fue heredero de la mejor música argentina y combinó sus elementos sin ningún prejuicio.
Emilio del Guercio.

Tuvo un impacto fundacional en la música popular argentina. En 1985 el periodista Carlos Polimeni realizó una compulsa entre periodistas y músicos destacados del rock argentino sobre los álbumes más influyentes del rock argentino. De los 31 músicos que contestaron, 23 de ellos escogieron el primer álbum de Almendra, seguido lejos de Yendo de la cama al living de Charly García con 12 elecciones y en tercer lugar otro álbum de Spinetta, Artaud, con 10.
Si bien el álbum fue muy exitoso entre la juventud, muchos periodistas y medios de comunicación la criticaron duramente, en especial el diario Clarín, que entre otras cosas cuestionó las métricas y las acentuaciones de Spinetta. Precisamente esas métricas y acentuaciones poéticas, como la célebre plegaria de "Plegaria para un niño dormido", fueron una parte notable del impacto y la innovación que el álbum tuvo en la cultura popular. Spinetta ha dicho que aquella actitud cerrada de los medios de comunicación ante el álbum Almendra I fue la que lo llevó a tomar conciencia de su papel negativo y a tener desde entonces una relación de mucha tensión y sospecha.

A los tipos les reventaba que yo acentuara mal, tipo "plegariá" y otras pavadas así, y gran parte de la resistencia que tengo hacia la prensa nació en ese momento, cuando me di cuenta que varias revistas masivas como Gente o Siete Días hacían notas y tergiversaban las respuestas.
Luis Alberto Spinetta.

En 2012, año del fallecimiento de Spinetta, la entonces Presidenta de la Nación, Cristina Kirchner, manifestó su pesar haciendo referencia al impacto que el álbum tuvo en su vida y refiriéndose a él como "disco de la lágrima":

Aquel disco de la lágrima, cuando a los discos les decíamos long play, y "Muchacha ojos de papel", nunca los olvidaré.
Cristina Fernández de Kirchner.

El álbum Almendra impactó en ese contexto, definiendo la originalidad, la masividad y la calidad del llamado "rock nacional" argentino en gestación.

Se trata del disco que abrió una dimensión nueva en la canción argentina, la de la canción con armonías de marcado cuño beatle fusionados con elementos del tango, el jazz y el folclore, que luego transitarían Charly García, Fito Páez, Andrés Calamaro y tantos otros.
Juan Francisco Gentile.

## Lista de temas
Lado A
1. Muchacha (ojos de papel) - Luis Alberto Spinetta - 3:04
2. Color humano - Edelmiro Molinari - 9:09
3. Figuración - Luis Alberto Spinetta - 3:32
4. Ana no duerme - Luis Alberto Spinetta - 2:42

Lado B
1. Fermín - Luis Alberto Spinetta - 3:16
2. Plegaria para un niño dormido - Luis Alberto Spinetta - 4:01
3. A estos hombres tristes - Luis Alberto Spinetta - 5:56
4. Que el viento borró tus manos - Emilio del Guercio - 2:36
5. Laura va - Luis Alberto Spinetta - 2:47

## La ediciónAlmendra (cronología)de 1992 en CD
En la década de 1990 se reemplazó el disco de vinilo por el disco compacto (CD) en la industria discográfica. Almendra I fue reeditado desde entonces en cuatro oportunidades: en 1992, 2 ediciones en 2005 (una de ellas en Europa) y en 2008. 
La edición de 1992 llamada Almendra (cronología), editada por BMG, tuvo la peculiaridad de reunir en orden cronológico, los primeros simples de la banda, el álbum Almendra I, y finalmente los sencillos posteriores.
En la plataforma digital Spotify el álbum aparece con el tracklist de la edición cronología pero con el nombre de "El 1er Álbum Mas los Singles".
a) Los primeros singles
1. Tema de Pototo
2. El mundo entre las manos
3. Hoy todo el hielo en la ciudad
4. Campos verdes
5. Gabinetes espaciales
6. Final
b) El álbum Almendra
7. Muchacha (ojos de papel)
8. Color humano
9. Figuración
10. Ana no duerme
11. Fermín
12. Plegaria para un niño dormido
13. A estos hombres tristes
14. Que el viento borró tus manos
15. Laura va
c) Los sencillos que fueron y no fueron
16. Hermano perro
17. Mestizo
18. Toma el tren hacia el sur
19. Jingle
20. Rutas argentinas

## Personal
- Luis Alberto Spinetta: Guitarra, guitarra rítmica, armónica, coro y voz
- Emilio del Guercio: Bajo, flauta, coro y voz
- Edelmiro Molinari: Guitarra, bajo, órgano y coro
- Rodolfo García: Batería, pandereta, cascabeles, percusión, piano, silbido y coro

Invitados Especiales:
- Pappo, Sam y demás cirqueros: Coros en "Figuración"
- Santiago Giacobbe: Órgano en "Ana No Duerme"
- Rodolfo Alchourron: Guitarra, arreglos y dirección en "Laura Va"
- Rodolfo Mederos: Bandoneón en "Laura Va"